# Barleria stellatotomentosa
Barleria stellatotomentosa är en akantusväxtart som beskrevs av Spencer Le Marchant Moore. Barleria stellatotomentosa ingår i släktet Barleria och familjen akantusväxter. Inga underarter finns listade i Catalogue of Life.